# Argiope macrochoera
Argiope macrochoera — вид павуків-колопрядів з всесвітньо поширеного роду Argiope. Великі, яскраво забарвлені самиці більші в декілька разів за дрібних самців. Живиться великими комахами. Отрута слабка, для людини безпечні. Відомі лише самиці. Мешкають на Нікобарських островах та острові Хайнань.
Цей вид належить до групи Argiope aetherea